# 1839年嘉義地震
1839年嘉義地震是指1839年6月27日发生于臺灣的一场地震。该次地震震中位于23°24′N 120°24′E / 23.4°N 120.4°E，芮氏規模是6.5。

## 災害情形
- 117人死亡
- 534人受傷
- 7,515棟房屋倒塌